# 日本眾議院比例代表制選區列表
本表列出日本眾議院議員總選舉的比例代表制選區，通稱「比例區」（日语：比例ブロック），共劃設11個，允許雙重提名；各比例區的席次，則依各地人口數的變化調整。日本眾議院議員在1994年《公職選舉法》修正後採用並立制選出，自1996年大選起施行；現行比例區總席次為176席，各比例區的定額自2022年起適用。

## 概要
現在總計176位議員。選區建立至2000年時為200位，2000～2017年時為180位。允許雙重提名。常以「眾議院（比例代表選出）議員的選舉區」稱謂。根據公職選舉法，47都道府縣分為11選區。
2000年進行第一次調整，北海道和四國比例代表區減少1席次，東北、北關東、南關東、東京、北陸信越、東海、中国、四国、九州減少2席次，近畿減少3席次。
2003年進行第二次調整，南關東增加1席次，近畿減少1席次。
2017年進行第三次調整，4個選區減少1席次。
根據2020年普查結果，比例東京区將增加2席，比例南關東区定数增加一席，比例東北、比例北陸信越、比例中国各区各減少一席。

## 選區
| 選舉區             | 選出人数 | 区域                                                             | 地圖 |
| ------------------ | -------- | ---------------------------------------------------------------- | ---- |
| 北海道比例代表區   | 8        | 北海道                                                           |      |
| 東北比例代表區     | 13       | 青森縣、岩手縣、宮城縣、秋田縣、山形縣、福島縣                   |      |
| 北關東比例代表區   | 19       | 茨城縣、栃木縣、群馬縣、埼玉縣                                   |      |
| 南關東比例代表區   | 22       | 千葉縣、神奈川縣、山梨縣                                         |      |
| 東京比例代表區     | 17       | 東京都                                                           |      |
| 北陸信越比例代表區 | 11       | 新潟縣、富山縣、石川縣、福井縣、長野縣                           |      |
| 東海比例代表區     | 21       | 岐阜縣、静岡縣、愛知縣、三重縣                                   |      |
| 近畿比例代表區     | 28       | 滋賀縣、京都府、大阪府、兵庫縣、奈良縣、和歌山縣                 |      |
| 中国比例代表區     | 11       | 鳥取縣、島根縣、岡山縣、廣島縣、山口縣                           |      |
| 四国比例代表區     | 6        | 德島縣、香川縣、愛媛縣、高知縣                                   |      |
| 九州比例代表區     | 20       | 福岡縣、佐賀縣、長崎縣、熊本縣、大分縣、宮崎縣、鹿兒島縣、沖繩縣 |      |